# Ridderkerkse griend
De Ridderkerkse griend is een natuurgebied gelegen in het oosten van de Nederlandse gemeente Ridderkerk en is in het beheer van stichting het Zuid-Hollands Landschap. De griend ligt aan de rivier de Noord, naast het park De Gorzen en natuurgebied Crezéepolder. Het gebied is een getijdegriend waarvan het hakhout bestaat uit diverse soorten van het geslacht wilg (Salix) en heeft een oppervlakte van 6 hectare. Daarnaast telt het gebied 2 hectare aan vloedbos. De Ridderkerkse griend is een van de weinige getijdegrienden die overgebleven zijn binnen Nederland. Het gebied ligt buitendijks en staat onder invloed van een getijdenwerking van 90 centimeter. Het hakhout wordt cyclisch beheerd en eens in de 3/4 jaar afgezet. Het gebied wordt niet meer gebruikt voor de houtproductie maar wordt vanwege zijn cultuurwaarde in stand gehouden.

## Geschiedenis
De Ridderkerkse griend is ontstaan tussen 1850 en 1870. De griend maakte deel uit van een uitgebreide griendcultuur en het hout van de wilgen werd gebruikt voor de houtproductie. In de jaren 60 van de negentiende eeuw is er een meer ontstaan, het meer der stilte genaamd. Er is in de jaren 1970 tot 1974 discussie geweest over het behoud van het meer. Uiteindelijk is er besloten het meer te behouden. Het meer was ontstaan door de aanleg van een dijk. In 1975 is het beheer van de griend terechtgekomen bij de Gemeente Ridderkerk. In 2007 is er een aanpassing geweest aan het watersysteem waardoor de griend permanent in verbinding staat met de rivier. In 2009 heeft de gemeente Ridderkerk een onderhoudspad aangelegd waarbij niet volgens de Flora- en faunawet is gehandeld, wat tot verontwaardiging leidde van belanghebbenden. In 2011 is het gebied in het beheer gekomen van Het Zuid-Hollandse Landschap.

## Biodiversiteit
Binnen de Ridderkerkse griend komen een aantal soorten voor die op de rode lijst staan in Nederland. Zeldzame soorten zijn de spindotterbloem (Caltha palustris subsp. araneosa) en de bever. Het gebied telt twee beverburchten. Daarnaast biedt de griend een habitat voor diverse soorten vissen en vogels. Binnen de griend kunnen deze een schuilplaats vinden. In de griend komt de plantengemeenschap Cardamino amarae-Salicetum albae alismatetosum voor, een sub associatie van het veldkers-ooibos (Cardamino amarae-Salicetum albae)